# Medetera diadema
Medetera diadema är en tvåvingeart som först beskrevs av Carl von Linné 1767.  Medetera diadema ingår i släktet Medetera och familjen styltflugor. Arten är reproducerande i Sverige. Inga underarter finns listade i Catalogue of Life.

## Bildgalleri

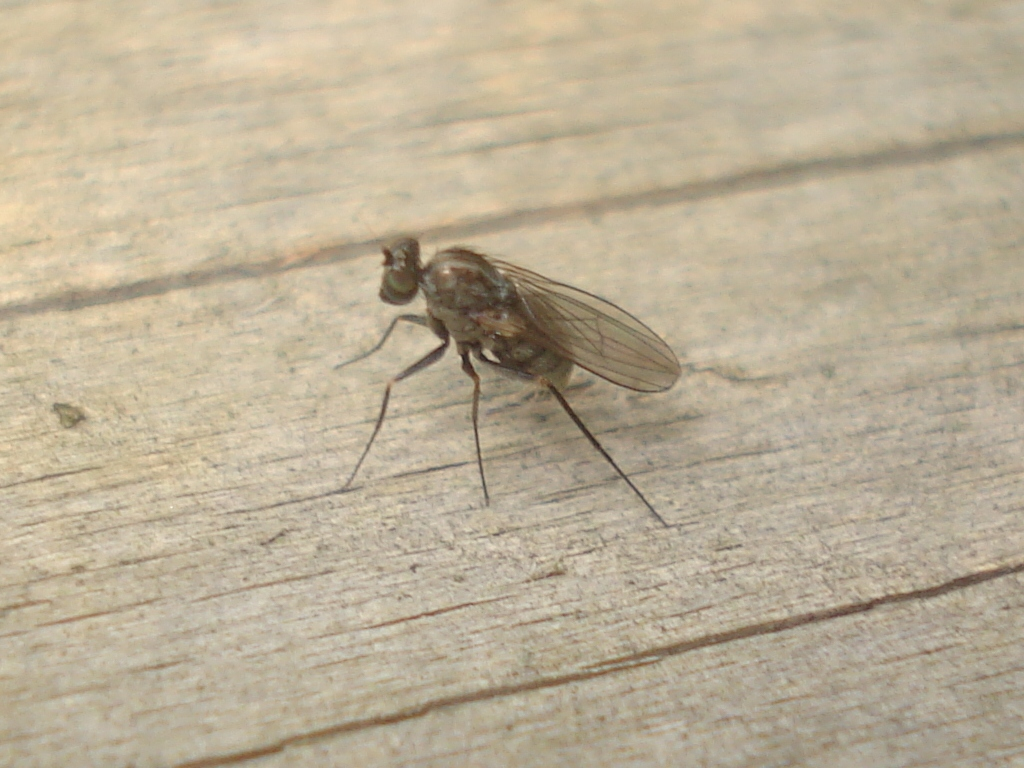